# Mijailo Mijailović
Mijailo Mijailović (serbiska: Мијаило Мијаиловић), född 6 december 1978 i Stockholm, är av Stockholms tingsrätt, Svea hovrätt och Högsta domstolen förklarad skyldig till mordet på Sveriges utrikesminister Anna Lindh på varuhuset NK, Stockholms innerstad 10 september 2003.
Mijailović förnekade först gärningen men erkände senare och menade att hans "politikerhat" hade varit den utlösande faktorn till dådet. Att just Lindh blev hans offer berodde enligt honom själv bara på tillfälligheter, att han råkade få syn på henne vid ingången till ett varuhus.
Mijailović hade ursprungligen dubbelt medborgarskap (svenskt och serbiskt) men avsade sig sitt svenska medborgarskap 2004.

## Biografi

### Uppväxt
Mijailovic föddes i Stockholm 1978. Hans föräldrar kommer ursprungligen från staden Mladenovac, några mil söder om Belgrad i dåvarande Jugoslavien (nuvarande Serbien). Föräldrarna hade flyttat till Sverige i slutet av 1960-talet under vågen av arbetskraftsinvandring. I 6-årsåldern skickades dock sonen till föräldrarnas hemstad för att bo hos farföräldrarna och börja i skolan där. År 1991, när Mijailovic var 13 år gammal, utbröt det jugoslaviska inbördeskriget och han återvände till Sverige. Då hade han nästan glömt bort det svenska språket och fick gå i en förberedelseklass innan han började i årskurs 7. Han slutade grundskolan i juni 1995 med i genomsnitt 3,4 i betyg. Därefter påbörjade han gymnasiestudier, men hoppade av i slutet av andra året.
Mijailovic har haft täta kontakter med psykiatrin sedan 1997, då han som 18-åring knivattackerade sin far och sedan dömdes för grov misshandel. Då gjordes en omfattande rättspsykiatrisk utredning som konstaterade att Mijailovic inte led av vare sig svår psykiatrisk sjukdom eller personlighetsstörning. Två år senare genomgick han en liten psykiatrisk utredning. Det framkom inte heller då några psykotiska eller depressiva symtom.
I juni 1999, två år efter knivattacken mot fadern, dömdes han på nytt till skyddstillsyn för brott mot knivlagen och vapenbrott. I april 2001 fick han samma straff för att bland annat ha hotat att döda en ung kvinna och hennes mor.

## Mordet på Anna Lindh

### Bakgrund
Sveriges utrikesminister Anna Lindh blev den 10 september 2003 knivhuggen inne på varuhuset NK. Den okända gärningspersonen (kallad NK-mannen) undkom vid tillfället. Lindh avled dagen därpå.

### Häktningsförhandlingen

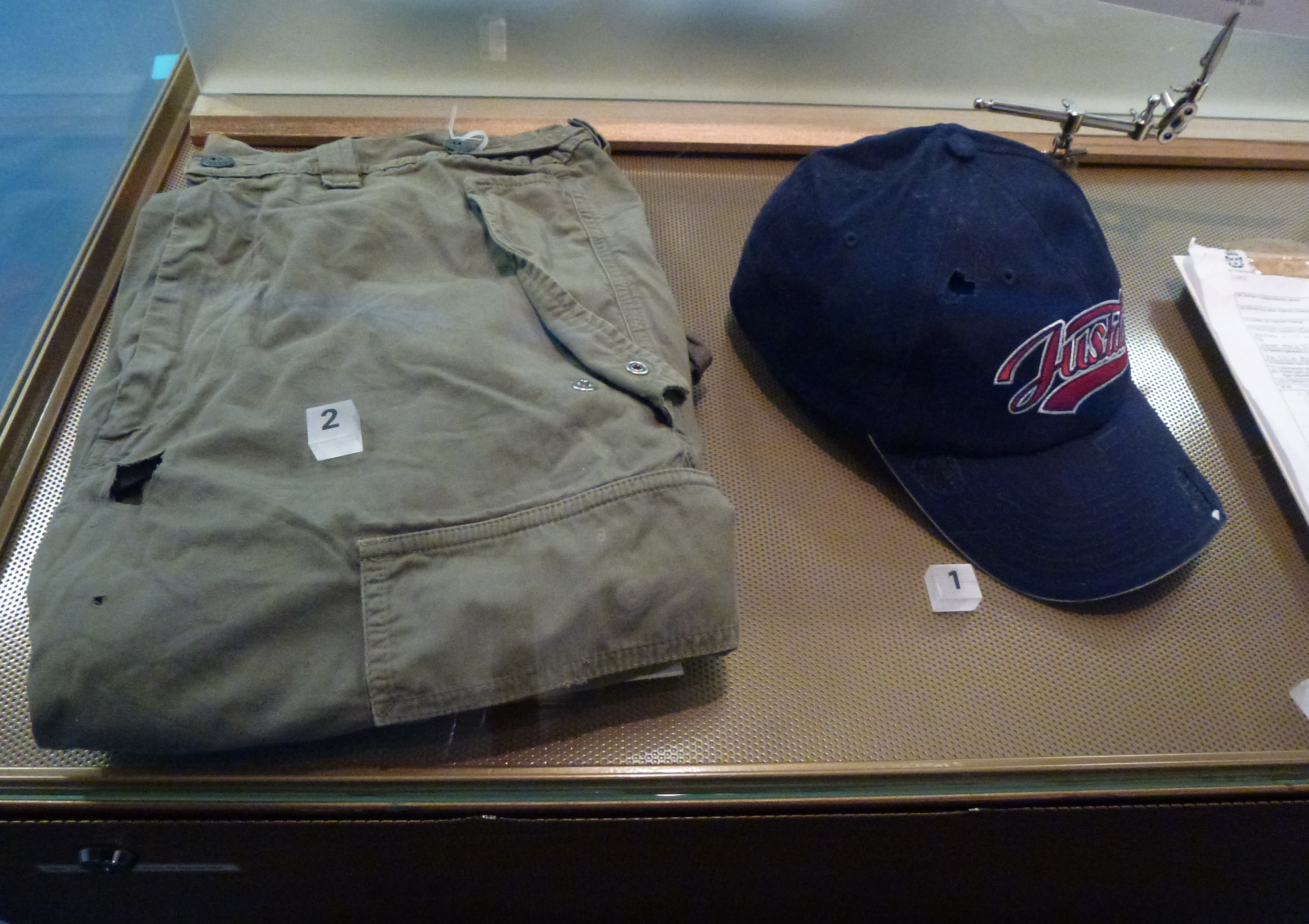
Mijailo Mijailovićs byxor och keps som han bar vid mordet på Anna Lindh, utställda på Polismuseet.

Den då 24-årige Mijailo Mijailović greps en fredagsmorgon cirka två veckor efter mordet. Samma dag släpptes en tidigare anhållen misstänkt. Mijailović var på sannolika skäl misstänkt för att vara NK-mannen och därmed Lindhs mördare. 
Intresset för häktningsförhandlingen var mycket stort. Mijailovićs advokat blev Peter Althin. Under veckorna efter gripandet kom det fram flera olika saker som stärkte den tekniska bevisningen mot honom, men först den 6 januari 2004 erkände Mijailovic att det var han som var mördaren.

### Huvudförhandlingen
Efter genomförd huvudförhandling ansågs Mijailović ansvarig för mordet, och det uppdrogs åt Rättsmedicinalverket att göra en stor rättspsykiatrisk undersökning (RPU) på honom. Den rättspsykiatriska undersökningen var klar 9 mars 2004, varvid det meddelades att Mijailović var frisk nog att dömas till fängelse. Efter genomförd undersökning avslutades rättegången och dom meddelades senare.

### Dom
Den 23 mars 2004 dömdes Mijailo Mijailović av Stockholms tingsrätt till livstids fängelse för mordet på utrikesminister Anna Lindh. Han dömdes också till att betala skadestånd till Lindhs två barn och make på 50 000 kronor var.

### Överklaganden och nya domar
Den 18 juni 2004 ansökte Mijailović om att inte längre vara svensk medborgare och den 20 september biföll Migrationsverket hans ansökan om att få avsäga sig sitt svenska medborgarskap.
Den 28 juni 2004 inleddes rättegången mot Mijailović i Svea hovrätt efter att han överklagat tingsrättens dom. Försvarslinjen var att Mijailović vid tillfället lidit av allvarlig psykisk störning och inte hade avsikt att döda Lindh och därför borde frikännas.
Den 8 juli 2004 dömdes Mijailović av Svea hovrätt till rättspsykiatrisk vård. Under sensommaren framförde Mijailović krav på att få avtjäna sitt straff i ett serbiskt fängelse vilket kriminalvårdens chef Lars Nylén nekade, med motiveringen att Serbien och Montenegro inte i förväg kunde säga hur länge han skulle få sitta i fängelse då landet inte hade livstidsstraff på sin egen rättsskala. Mijailovic överklagade beslutet men kom senare (14 maj 2007) att dra tillbaka sin överklagan.
Hovrättens dom med strafföljden "rättspsykiatrisk vård" skulle dock inte stå sig. Med två olika domar i tingsrätt och hovrätt blev Högsta domstolen en sista instans som slutligen skulle fastställa straffet. I dom från den 2 december 2004 ogillade Högsta domstolen Svea hovrätts dom och dömde, likt tingsrätten tidigare gjort, Mijailo Mijailović till livstids fängelse.
Mijailović har långt senare i intervjuer erkänt att han före och under mordet inte alls hade hört några röster, som han påstått under rättegångarna: "Allt var påhittat. Jag hörde inte röster. Det var bara ruffel och båg."